# 江戸川区立松江第二中学校
江戸川区立松江第二中学校（えどがわくりつ まつえだいにちゅうがっこう）は、東京都江戸川区松島にある区立中学校。

## 沿革
- 1947年（昭和22年）4月1日 - 学校教育法により設立、開校
- 1949年（昭和24年）7月18日 - 校舎竣工
- 1960年（昭和35年）3月10日 - 屋内体育館竣工
- 1966年（昭和41年）5月25日 - プール竣工
- 1987年（昭和62年）2月2日 - 新体育館完成

## 教育目標
- 進んで学ぶ生徒
- 心の豊かな生徒
- 健康でたくましい生徒

## 部活動

### 運動部
- 野球
- サッカー
- バスケットボール（男・女）
- バレーボール（男・女）
- 卓球
- バドミントン (男)
- 陸上
- 水泳

### 文化部
- 美術
- 吹奏楽
- ダンス
- 科学
- 園芸ボランティア

## 通学区域
- 江戸川区
  - 松島1丁目1番から43番
  - 松島1丁目44番の一部（7から15号）
  - 松島2,3,4丁目全域
  - 西小松川町16番から37番

## 進学前小学校
- 江戸川区立西小松川小学校
- 江戸川区立第三松江小学校

## 学区内の主な施設
- 東京都立江戸川高等学校
- 関東第一高等学校

## 交通
- JR東日本総武本線 新小岩駅より徒歩18分
- 都営バス、小松川警察署前から徒歩約5分
- 都営バス、江戸川高校前から徒歩約12分

## 卒業生
- 斎藤一人（実業家、銀座まるかん創業者）
- 大西洋平（政治家、衆議院議員）